# Устанак 10. августа 1792.
Устанак од 10. августа 1792. године (фр. journée du 10 août) је један од најзначајнијих догађаја Француске револуције. Подигла га је револуционарна Париска комуна чији припадници заузимају краљев замак Тиљерије. Краљ Луј XVI склонио се у Скупштину која га је лишила власти.

## Увод
Француска војска је 1792. године била растројена. Најмање половина од 12.000 официра је емигрирала те је укупан број способних војника сведен на око 150.000. Родољубиви војници нису били дисциплиновани. Главна команда била је осредња. Димурје је наредио да три армије пређу у офанзиву. Французи су брзим нападом окупирали целу Белгију коју је бранило 35.000 Аустријанаца. Међутим, по доласку аустријских појачања, француски генерали наређују повлачење. У Арденима се Ла Фајет није ни помакао. Робеспјер га критикује и нема поверења у њега. Ла Фајет је изјавио да је са војском спреман да пође на Париз, против јакобинаца. Војни неуспеси подстакли су национални занос. Неки жирондински министри отпуштени су од стране краља. Жирондинци су упутили апел народу – прогласом „Домовина је у опасности“. Војска пруског војводе Брауншвајга прелази на француску територију. Јакобинци су заборавили на непријатељство са жирондинцима због опасности од непријатеља. Опремају се нови батаљони. Проглас је ујединио народ. Међутим, национално јединство осујетили су жирондинци који су повели тајне преговоре са двором. Луј их је одбио, а народ се побунио. Жирондинци осуђују ове немире. Тиме осуђују себе и свој поредак из 1791. године.

## Устанак
Париз и цела земља дигла се на устанак против монархије 10. августа 1792. године. Робеспјер је нападао жирондинце који преговарају са краљем и тражи укидање Скупштине и увођење Конвента. Он је и организовао побуну. Помогли су му бретонски федералци 30. марсељског, побуњеници предграђа Сент Антоан, певајући химну која је по њима названа Марсељезом. Федералци су на Робеспјеров подстицај формирали тајни директоријум. Париска руља заузима палату Тиљерије и масакрира краљеву Швајцарску гарду. Краљ је на савет жирондинаца напустио дворану и склонио се у Скупштину. Скупштина се није изјаснила за свргавање већ за удаљавање краља. Изгласала је и сазивање Конвента прихватајући Робеспјеров захтев. Тиме је поражена висока буржоазија и либерално племство који су и подигли револуцију. Пасивни грађани, занатлије и трговци, на челу са Робеспјером, улазе на политичку позорницу. Генерал Ла Фајет је 19. августа прешао Аустријанцима.